# اوساما شنون
اوساما شنون (انگلیسی: Oussama Sahnoune؛ زادهٔ ۲ اوت ۱۹۹۲) ورزشکار ورزش شنا اهل الجزایر است.
وی در مسابقات کشوری و بین‌المللی در مجموع برندهٔ ۴ مدال طلا، ۶ مدال نقره، ۵ مدال برنز شده‌است.